# 120 км (пост)
120 кіломе́тр — залізничний пасажирський пост Луганської дирекції Донецької залізниці.
Розташований на сході м. Лутугине, Лутугинський район, Луганської області на лінії Родакове — Ізварине між станціями Лутугине (3 км) та Сімейкине (27 км).
Через військову агресію Росії на сході Україні транспортне сполучення припинене.